# Bière de Garde

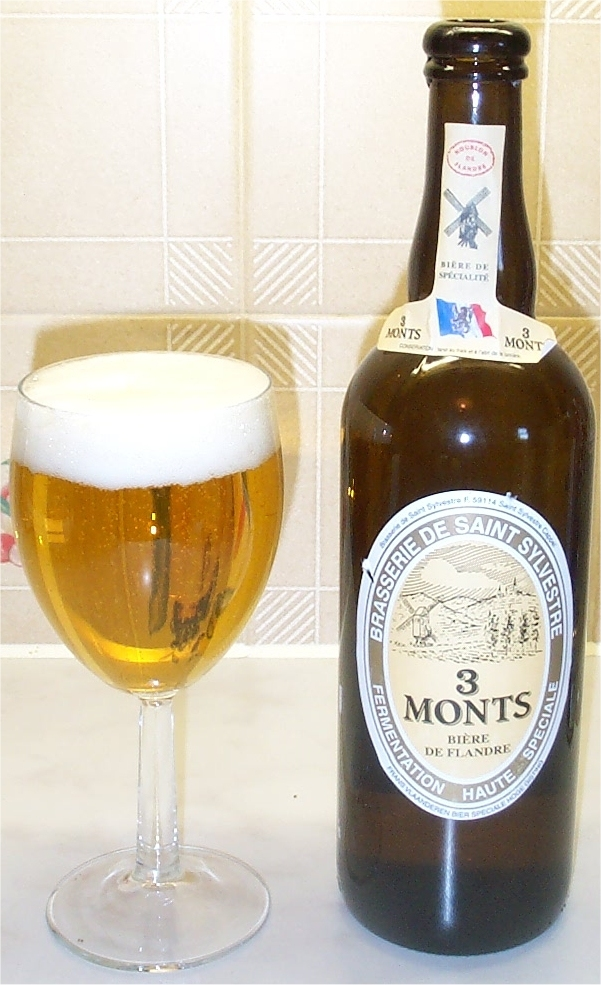
3 Monts, una Bière de Garde.

Bière de Garde (del francés, «cerveza para guardar») es una cerveza de alta fermentación que se elabora tradicionalmente en la región francesa de Nord-Pas-de-Calais. Estas cervezas se elaboraron originalmente en granjas (se conocen como «cervezas de granja») durante el invierno y la primavera, para evitar problemas impredecibles con la levadura durante el verano. La producción en granjas ahora se complementa con la producción comercial, aunque la mayoría de los cerveceros Bière de Garde son pequeñas empresas.
Por lo general, las cervezas de esta tradición son de color cobre o dorado, y como su nombre indica, el origen de este estilo radica en la tradición de que fue madurado o almacenado durante un período de tiempo una vez embotellado (y sellado con un corcho), que se consumirá más adelante en el año, similar a una saison belga.
La mayoría de las variedades son de fermentación alta y sin filtrar, aunque existen versiones de baja fermentación y filtradas. Los productos particularmente auténticos, que utilizan solo ingredientes regionales, tienen derecho a utilizar la denominación de origen controlada, «Pas de Calais/Region du Nord».
Algunas de las marcas más conocidas incluyen Brasserie de Saint-Sylvestre, Trois Monts (8.5% «alc.»), Brasseurs Duyck, Jenlain (7.5% «alc.»), Brasserie Castelain (8.5% «alc.»), Ch'Ti y Brasserie La Choulette, Ambrée (7.5% «alc»).